# ملوان زبل
ملوان زبل یا پاپای (به انگلیسی: Popeye؛ به معنی چشم‌برجسته) یک شخصیت پویانمایی و کامیک بوک است که در سال ۱۹۲۹ به‌دست الزی کریسلر سگار ساخته شده‌است. شخصیت ملوان زبل نخست در تاریخ ۱۷ ژانویه ۱۹۲۹ در کتابچه مصور روزانه «تیمبل تیَتر» به تصویر کشیده شد و پس از چاپ کمیک‌ها و انیمیشن‌های کوتاه، به سرعت در آمریکا محبوب شد و نتیجه این محبوبیت سبب فروش بسیار زیاد اسفناج شد. ملوان زبل در داستان‌ها، عاشق دختری به نام آلیو است و با ملوان قوی‌هیکل و بدریختی به نام بلوتو رقابت دارد. هر بار که این فرد قوی‌هیکل مزاحم آنان می‌شود، ملوان زبل با خوردن اسفناج او را به دور پرتاب می‌کند و شکست می‌دهد.
ملوان زبل از یک فرد حقیقی به نام فرانک راکی فیگل ساخته شده‌است و انتخاب اسفناج برای قدرت بخشیدن به ملوان زبل بر پایه محاسبات نادرست محتوای آهن آن بوده‌است. در این داستان، یک دانشمند در اندازه‌گیری میزان آهن اسفناج در سال ۱۸۷۰، یک نقطه اعشار را نادرست قرار داد و میزان آهن آن ده برابر بیشتر از آنچه باید اندازه‌گیری می‌شد، محاسبه شد. این خطا یک نقطه اعشار لغزشی نبود، بلکه یک خطای اندازه‌گیری بود که در دهه ۱۹۳۰ تصحیح شد، با این حال افسانه آهن بسیار بالای اسفناج همچنان ادامه داشت.

## در رسانه‌ها
فیلم

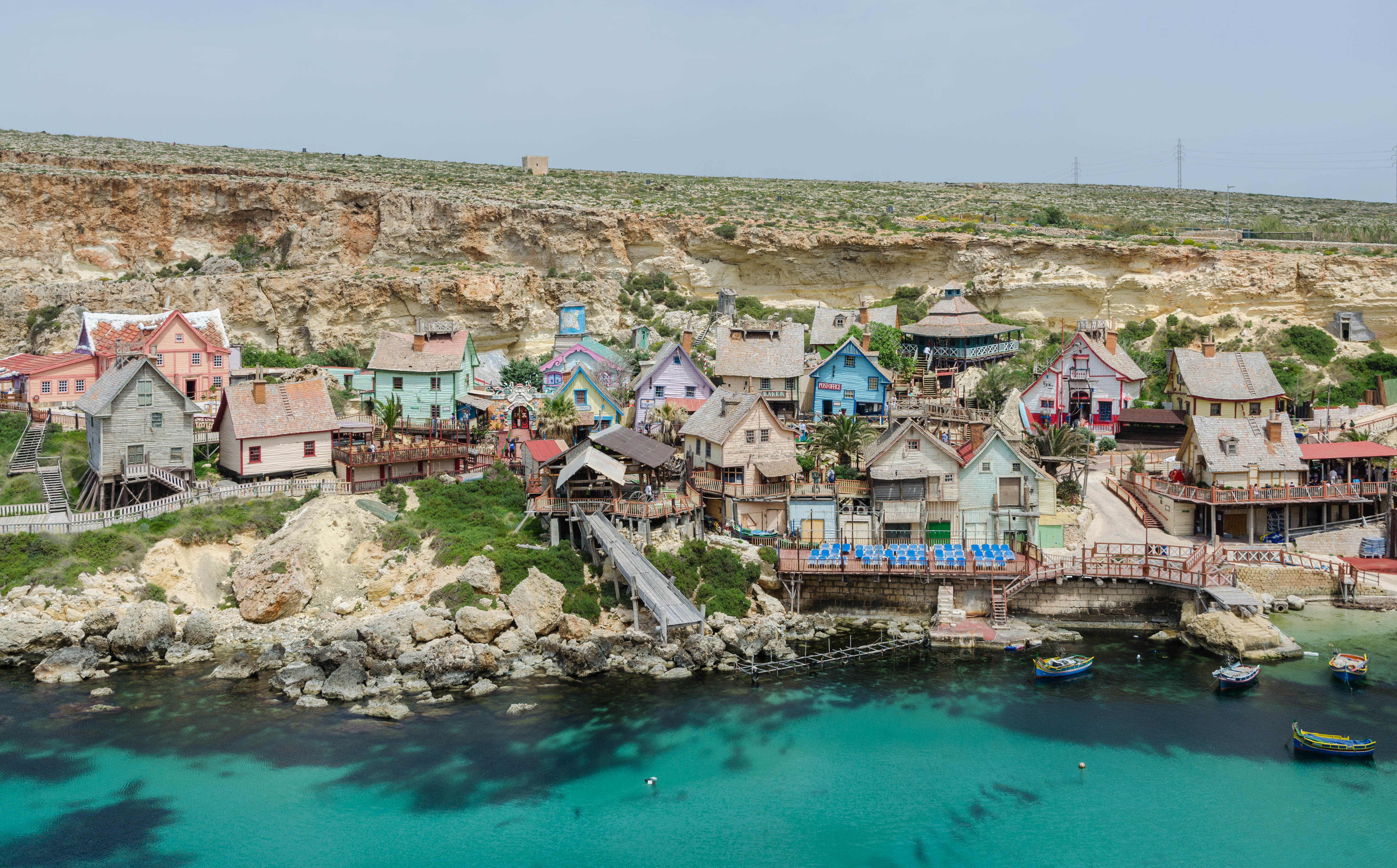
روستای ملوان زبل که برای استفاده در لایو اکشن ۱۹۸۰ ساخته شد و بعدها تبدیل به یک محل گردشگری شد.

- فیلمی لایو اکشن با شرکت رابین ویلیامز و شلی دووال در سال ۱۹۸۰ منتشر شد. این فیلم در زمان اکران، مورد انتقاد شدیدی از سوی کارشناسان سینما قرار گرفت. اما پس از گذشت چند دهه تبدیل به فیلم کالت شد و منتقدان جدیدتر از این فیلم استقبال کردند.
- دو فیلم ترسناک در سال ۲۰۲۵ براساس این شخصیت بنام‌های ملوان زبل: مرد قاتل و انتقام ملوان زبل منتشر شد.

انیمیشن سریالی
- ملوان زبل از سال ۱۹۳۳ در کارتون‌های مختلف ساخته استودیوی مکس فلایشر و دیو فلایشر یعنی «فلایشر استودیوز» نیز ظاهر شده‌است. این سریال به عنوان یکی از بهترین اقتباس های این شخصیت یاد می‌شود.
- ساعت جدید ملوان زبل یکی دیگر از سریال‌های شناخته شده ملوان زبل محسوب می‌شود که در دهه ۷۰ میلادی از تلویزیون آمریکا پخش شد.

- آخرین سریال کارتونی ملوان زبل به نام ملوان زبل و پسر در سال ۱۹۸۷ ساخته شد و از شبکه سی بی اس پخش شد.

انیمیشن سینمایی
- اولین انیمیشن سینمایی ملوان زبل در سال ۲۰۰۴ به نام سفر ملوان زبل: در جستجوی پاپی منتشر شد.
- قرار بود در سال ۲۰۱۶ میلادی فیلم سینمایی ملوان زبل به صورت سه بعدی توسط گندی تارتاکوفسکی ساخته شود و توسط شرکت سونی پیکچرز منتشر شود ولی پروژه به دلیل اختلافات کنسل شد. در سال ۲۰۲۰، سونی پیکچرز اعلام کرد که پروژه لغو نشده و همچنان در حال توسعه است.[۷]

بازی ویدئویی

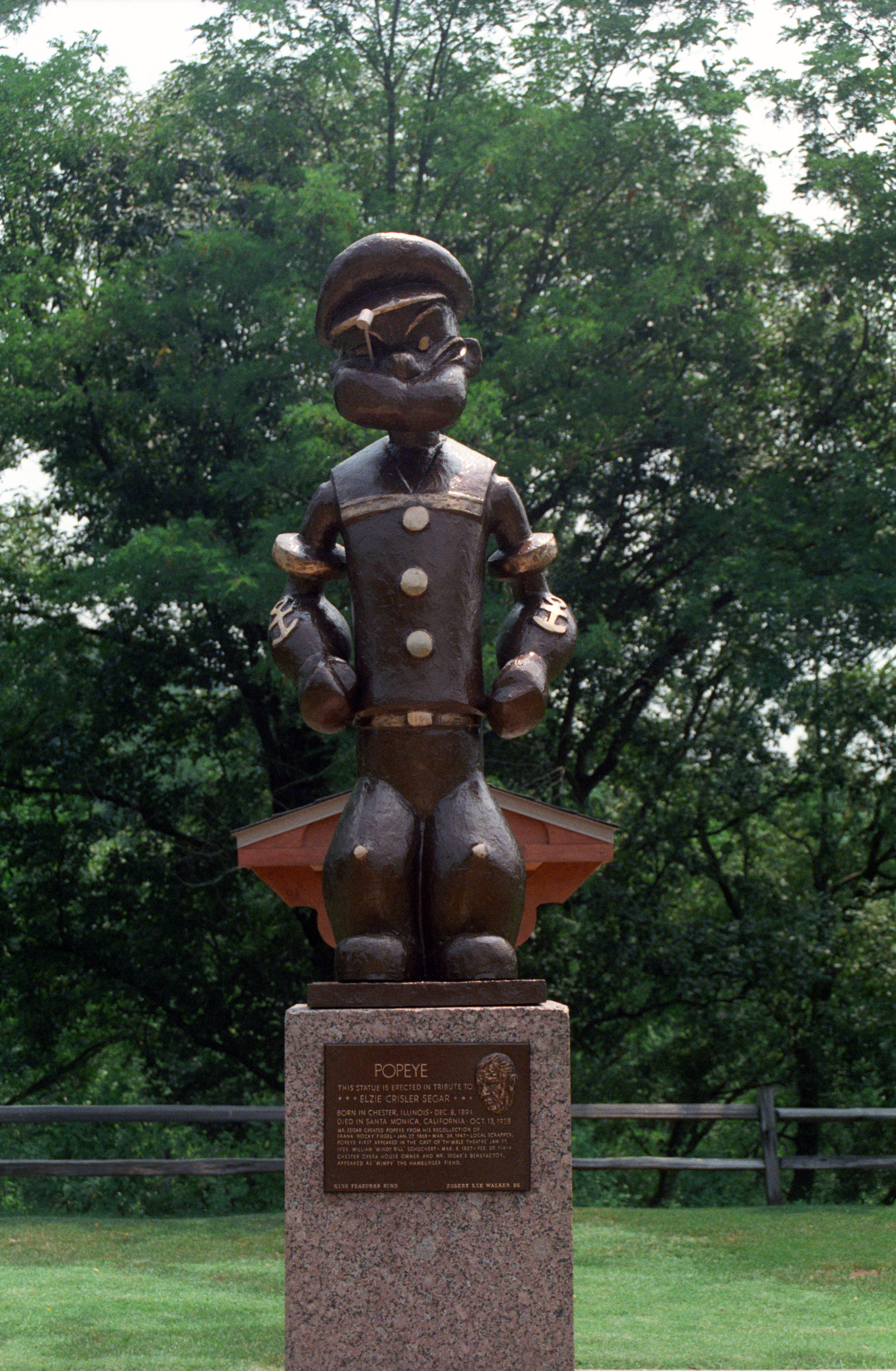
مجسمه‌ ملوان زبل در چستر

- اولین بازی ملوان زبل سال ۱۹۸۱ برای دستگاه آرکید و سیستم سرگرمی نینتندو منتشر شد و به محبوبیت زیادی دست یافت.
- دومین بازی، سال ۱۹۹۰ در کشور ژاپن برای کنسول گیم بوی عرضه شد.
- سومین بازی، به ادامه بازی قبلی در کشور آمریکا برای کنسول گیم بوی در سال ۱۹۹۱ عرضه شد.
- چهارمین بازی، به عنوان دنباله دو بازی قبلی، ساخته شد که این بازی به صورت کشتی‌کج بود. این بازی برای کنسول‌های کمودور ۶۴، آمیگا، اسپکتروم، آمستراد سی‌پی‌سی عرضه شد.
- پنجمین بازی، با نام ساحل والیبال برای کنسول سگا گیم گیر در سال ۱۹۹۴ ساخته شد. این بازی به صورت ورزش والیبال ساخته شد.
- ششمین بازی، تحت عنوان ملوان زبل: داستان سیهاگ، جادوگر شرور برای کنسول سوپر نینتندو در سال ۱۹۹۴ ساخته شد که سبک اکشن داشت.
- هفتمین بازی، با نام عجله برای اسفناج برای کنسول گیم بوی ادونس در سال ۲۰۰۵ ساخته شد که به صورت گیم پلی مسابقه ای بود.
- هشتمین بازی، در سال ۲۰۲۱ برای کنسول نینتندو سوئیچ ساخته شد که به دلیل گرافیک پایین و گیم پلی تکراری مورد انتقاد شدید قرار گرفت.